# Ace Hood
Ace Hood (* 11. Mai 1988 in Port St. Lucie, St. Lucie County, Florida; bürgerlich Antoine McAlister) ist ein US-amerikanischer Rapper.
Im Alter von 17 Jahren nahm er über das Label Dollaz & Dealz den Song M.O.E. auf und wurde bei einer Party von DJ Khaled entdeckt. Nach einem Demotape und einem Rapfreestyle auf den Instrumental des Songs I’m So Hood von DJ Khaled wurde er schließlich 2007 bei dem Label We the Best Music unter Vertrag genommen. Am 18. November 2008 erschien sein Debütalbum Gutta mit den Single-Auskopplungen Cashflow, Ride und Gutta. Das Album verkaufte sich bisher etwa 61.000 Mal in den USA und stieg auf Platz 2 der Billboard-Top-Rap-Alben ein. Im August 2017 verließ Ace Hood We the Best Music aufgrund von Unstimmigkeiten, betonte allerdings, dass er weiterhin mit DJ Khaled gut befreundet ist. 2020 erschien mit Mr. Hood das erste Studioalbum von Ace Hood seit 2013.

## Diskografie

### Studioalben
- 2008: Gutta
- 2009: Ruthless
- 2011: Blood, Sweat & Tears
- 2013: Trials & Tribulations
- 2020: Mr. Hood

### Singles
- 2008: Cash Flow (featuring T-Pain & Rick Ross)
- 2008: Ride (featuring Trey Songz)
- 2008: Out Here Grindin (DJ Khaled featuring Akon, Rick Ross, Plies, Lil Boosie, Trick Daddy & Ace Hood)
- 2009: Overtime (featuring Akon & T-Pain)
- 2009: Champion (featuring Jazmine Sullivan & Rick Ross)
- 2009: Born an O.G. (featuring Ludacris)
- 2011: Hustle Hard
- 2011: Go ’n’ Get It
- 2011: Body 2 Body (featuring Chris Brown)
- 2013: Bugatti (featuring Future & Rick Ross)
- 2013: We Outchea (featuring Lil Wayne)
- 2020: 12 O'Clock (featuring Jacquees)

### Gastbeiträge
- 2008: Paper Chase (Bizniz Kid featuring Ace Hood)
- 2008: Standing on the Mountain Top (DJ Khaled featuring Pooh Bear & Ace Hood)
- 2008: Blood Money (DJ Khaled featuring Brisco, Rick Ross, Birdman & Ace Hood)
- 2008: Final Warning (DJ Khaled featuring Bun B, Blood Raw, Brisco, Bali, Lil Scrappy, Shawty Lo, Rock City & Ace Hood)
- 2008: I’m the Shit (Ball Greezy featuring Brisco & Ace Hood)
- 2008: Vibin' (Remix) (DJ Khaled featuring Piccolo & Ace Hood)
- 2009: Gutta Bitch (Remix) (Trai'D featuring DJ Khaled, Hurricane Chris, Trina, Bun B & Ace Hood)
- 2009: Yayo (Flo Rida featuring Brisco, Billy Blue, Ball Greezy, Rick Ross, Red Eyezz, Bred, Pitbull & Ace Hood)
- 2009: I Don’t Give a Fuck (Bali featuring Papa Duck & Ace Hood)
- 2010: Where They Do That At (Young Cash featuring Brisco, Ice „Billion“ Berg, Piccalo, J. T. Money, Ball Greezy, Billy Blue, Chaos & Ace Hood)
- 2010: Bring the Money Out (DJ Khaled featuring Nelly, Lil Boosie & Ace Hood)
- 2010: On My Way (DJ Khaled featuring Kevin Cossom, Ball Greezy, Desloc, Piccalo, Ice „Billion“ Berg, Bali, Gunplay, Rum, Young Cash & Ace Hood)
- 2010: Perswaysive (Young Sway Hustle featuring Ace Hood)
- 2010: Hands High (DJ Noodles featuring Brisco, 2 Pistols, Tom G & Ace Hood)
- 2010: Ain’t Shit Change (HP featuring Ace Hood)
- 2011: Fall Out (Remix) (Reek Da Villian featuring Roscoe Dash, Busta Rhymes, Akon, Bun B & Ace Hood)
- 2011: Welcome To My Hood - Remix(DJ Khaled featuring T-Pain, Ludacris, Busta Rhymes, Twista, Mavado, Birdman, Ace Hood, Fat Joe, The Game, Jadakiss, Bun B & Waka Flocka Flame)
- 2011: Highs & Lows (¡MAYDAY! featuring Ace Hood)
- 2011: Stand Tall (N.O.R.E featuring Curren$y & Ace Hood)
- 2011: You Want It, I Get It (Rich Kidd featuring Ace Hood)
- 2011: Red Carpet (Supastar LT featuring Ace Hood)
- 2011: Racks (Remix) (YC featuring Wiz Khalifa, Waka Flocka Flame, CyHi Da Prynce, Bun B, B.o.B, Yo Gotti, Wale, Cory Gunz, Dose, Cory Mo, Nelly, Twista, Big Sean, Trae & Ace Hood)
- 2011: Dope Music (Chips featuring Brisco, Peep Game & Ace Hood)
- 2011: On My Way to the Money (Ball Greezy featuring Brisco & Ace Hood)
- 2011: I Know (YC featuring Ace Hood)
- 2011: Money on the Floor (Kevin McCall featuring Tank & Ace Hood)
- 2011: I’m Thuggin’ (DJ Khaled featuring Waka Flocka Flame & Ace Hood)
- 2011: Future (DJ Khaled featuring Meek Mill, Big Sean, Wale, Vado & Ace Hood)

### Mixtapes
- 2008: Ace Won’t Fold (Hosted by DJ Khaled)
- 2008: All Bets on Ace (Hosted by DJ Khaled)
- 2009: The Preview (Hosted by DJ Dirt Dawg)
- 2009: Street Certified (Hosted by Bigga Rankin')
- 2010: The Statement
- 2010: I Do It … for the Sport
- 2011: Sex Chronicles (Hosted by Rosa Acosta)
- 2011: Body Bag Vol.1 (Hosted by DJ Inafamous)
- 2011: The Statement 2
- 2012: Starvation
- 2012: Body Bag Vol.2
- 2013: Starvation II
- 2014: Starvation III
- 2014: Body Bag 3
- 2015: Starvation 4
- 2016: Starvation 5
- 2016: Body Bag 4
- 2017: Trust the Process
- 2018: Trust the Process II: Undefeated
- 2019: Body Bag 5

## Auszeichnungen für Musikverkäufe
| Goldene Schallplatte - Brasilien - 2023: für die Single Bugatti |

Anmerkung: Auszeichnungen in Ländern aus den Charttabellen bzw. Chartboxen sind in ebendiesen zu finden.
| Land/RegionAuszeichnungen für Musikverkäufe (Land/Region, Auszeichnungen, Verkäufe, Quellen) | Gold     | Platin  | Verkäufe  | Quellen             |
| -------------------------------------------------------------------------------------------- | -------- | ------- | --------- | ------------------- |
| Brasilien (PMB)                                                                              | Gold1    | —       | 30.000    | pro-musicabr.org.br |
| Vereinigte Staaten (RIAA)                                                                    | Gold1    | Platin1 | 1.500.000 | riaa.com            |
| Insgesamt                                                                                    | 2× Gold2 | Platin1 |           |                     |